# Ali Laszkar
Ali Laszkar, Ali Lachkar (ar. علي لشكر; ur. 12 października 1949) – marokański zapaśnik walczący przeważnie w stylu klasycznym. Trzykrotny olimpijczyk. Odpadł w eliminacjach turnieju w Monachium 1972, Montrealu 1976 i Los Angeles 1984. Startował w kategorii 57 kg.
Triumfator igrzysk afrykańskich w 1978. Zdobył srebrny medal na igrzyskach śródziemnomorskich w 1975, 1979 i 1983. Pięciokrotny medalista mistrzostw Afryki w 1981, 1982 i 1984. Triumfator igrzysk panarabskich w 1985. Złoty medalista mistrzostw Arabskich w 1979 i 1983. Czwarty w Pucharze Świata w 1981; piąty w 1979, 1980, 1982 i szósty w 1984 roku.
- Turniej w Monachium 1972

Pokonał Wolfganga Radmachera z NRD, a przegrał z Syryjczykiem Fawzim Salloumem i Czechosłowakiem Janem Neckářem.
- Turniej w Montrealu 1976

Zdyskwalifikowany po walce z Portugalczykiem Luísem Grilo.
- Turniej w Los Angeles 1984

Przegrał wszystkie walki, kolejno z Japończykiem Masaki Etōa i Grekiem Bambisem Cholidisem.